# Svanemølle Bugt
Svanemølle Bugt eller Svanemøllebugten er en lille bugt i Øresund ved Svanemøllen Station ud for København. Bugten ligger mellem Tuborg Havn og Nordhavnen og er opkaldt efter Svanemøllen som nedbrændte i 1892.
Svanemølleværket er synligt mod syd, set fra bugten.
55°43′22″N 12°35′34″Ø / 55.72278°N 12.59278°Ø